# دوري الأمم الأوروبية 2024–25 أ
دوري الأمم الأوروبية 2024–25 أ (بالإنجليزية: 2024–25 UEFA Nations League A)‏ هو القسم الأعلى في نسخة 2024–25 من دوري الأمم الأوروبية، الموسم الرابع من مسابقة دولية لكرة القدم تشارك فيها فرق الرجال الوطنية من الاتحادات الأعضاء البالغ عددها 55 اتحادًا في الاتحاد الأوروبي لكرة القدم.
إسبانيا هي حاملة اللقب، بعد فوزها بالنهائي في عام 2023.